# Vuelta a Suiza 2011
La 75.ª edición de la Vuelta a Suiza se disputó entre el 11 y el 19 de junio de 2011, con un recorrido de 1.245,2 km distribuidos en nueve etapas, con inicio en Lugano y final en Schaffhausen.
La carrera formó parte del UCI WorldTour 2011.
El ganador final fue Levi Leipheimer, con solo cuatro segundos de ventaja sobre el segundo, Damiano Cunego, al que adelantó en la contrarreloj final. Completó el podio Steven Kruijswijk.
En las clasificaciones secundarias se impusieron Peter Sagan (puntos), Andy Schleck (montaña), Lloyd Mondory (sprints) y Leopard Trek (equipos).

## Equipos participantes
Tomaron parte en la carrera 20 equipos: los 18 de categoría UCI ProTeam (al tener obligada su participación); más 2 categoría Profesional Continental mediante invitación de la organización (Team NetApp y Team Type 1-Sanofi Aventis). Formando así un pelotón de 160 corredores, con 8 cada equipo, de los que acabaron 139. Los equipos participantes fueron:
| Equipo                           | Cód. UCI | Categoría               |
| -------------------------------- | -------- | ----------------------- |
| Leopard Trek                     | LEO      | UCI ProTeam             |
| HTC-Highroad                     | THR      | UCI ProTeam             |
| Saxo Bank-Sungard                | SAX      | UCI ProTeam             |
| Team RadioShack                  | RSH      | UCI ProTeam             |
| Omega Pharma-Lotto               | OLO      | UCI ProTeam             |
| Lampre-ISD                       | LAM      | UCI ProTeam             |
| BMC Racing Team                  | BMC      | UCI ProTeam             |
| Rabobank Cycling Team            | RAB      | UCI ProTeam             |
| Team Garmin-Cervélo              | GRM      | UCI ProTeam             |
| Katusha Team                     | KAT      | UCI ProTeam             |
| Sky Procycling                   | SKY      | UCI ProTeam             |
| Movistar Team                    | MOV      | UCI ProTeam             |
| Liquigas-Cannondale              | LIQ      | UCI ProTeam             |
| Pro Team Astana                  | AST      | UCI ProTeam             |
| Euskaltel-Euskadi                | EUS      | UCI ProTeam             |
| QuickStep Cycling Team           | QST      | UCI ProTeam             |
| Ag2r La Mondiale                 | ALM      | UCI ProTeam             |
| Vacansoleil-DCM Pro Cycling Team | VCD      | UCI ProTeam             |
| Team Type 1-Sanofi Aventis       | TT1      | Profesional Continental |
| Team NetApp                      | APP      | Profesional Continental |

## Etapas

### 1.ª Etapa
- 11 de junio de 2011. Lugano-Lugano, 7,3 km (CRI)

|   | Ciclista           | Equipo              | Tiempo |
| - | ------------------ | ------------------- | ------ |
| 1 | Fabian Cancellara  | Leopard Trek        | 9' 42" |
| 2 | Tejay van Garderen | HTC-Highroad        | + 9"   |
| 3 | Peter Sagan        | Liquigas-Cannondale | + 17"  |
| 4 | Gustav Larsson     | Saxo Bank Sungard   | m.t.   |
| 5 | Andreas Klöden     | RadioShack          | + 18"  |

|   | Ciclista           | Equipo              | Tiempo |
| - | ------------------ | ------------------- | ------ |
| 1 | Fabian Cancellara  | Leopard Trek        | 9' 42" |
| 2 | Tejay van Garderen | HTC-Highroad        | + 9"   |
| 3 | Peter Sagan        | Liquigas-Cannondale | + 17"  |
| 4 | Gustav Larsson     | Saxo Bank Sungard   | m.t.   |
| 5 | Andreas Klöden     | RadioShack          | + 18"  |

### 2.ª Etapa
- 12 de junio de 2011. Airolo-Crans-Montana, 147,8 km

|   | Ciclista       | Equipo       | Tiempo     |
| - | -------------- | ------------ | ---------- |
| 1 | Mauricio Soler | Movistar     | 4h 23' 20" |
| 2 | Damiano Cunego | Lampre-ISD   | + 12"      |
| 3 | Frank Schleck  | Leopard Trek | m.t.       |
| 4 | Danilo Di Luca | Katusha      | + 16"      |
| 5 | Bauke Mollema  | Rabobank     | + 18"      |

|   | Ciclista           | Equipo       | Tiempo     |
| - | ------------------ | ------------ | ---------- |
| 1 | Mauricio Soler     | Movistar     | 4h 33' 19" |
| 2 | Damiano Cunego     | Lampre-ISD   | + 16"      |
| 3 | Bauke Mollema      | Rabobank     | + 22"      |
| 4 | Tejay van Garderen | HTC-Highroad | + 27"      |
| 5 | Frank Schleck      | Leopard Trek | + 31"      |

### 3.ª Etapa
- 13 de junio de 2011. Brig-Glis-Grindelwald, 107,6 km

|   | Ciclista         | Equipo              | Tiempo     |
| - | ---------------- | ------------------- | ---------- |
| 1 | Peter Sagan      | Liquigas-Cannondale | 3h 09' 47" |
| 2 | Damiano Cunego   | Lampre-ISD          | m.t.       |
| 3 | Jakob Fuglsang   | Leopard Trek        | + 21"      |
| 4 | Laurens Ten Dam  | Rabobank            | m.t.       |
| 5 | Giampaolo Caruso | Katusha             | + 48"      |

|   | Ciclista           | Equipo        | Tiempo     |
| - | ------------------ | ------------- | ---------- |
| 1 | Damiano Cunego     | Lampre-ISD    | 7h 43' 16" |
| 2 | Mauricio Soler     | Movistar Team | + 54"      |
| 3 | Bauke Mollema      | Rabobank      | + 1' 16"   |
| 4 | Laurens Ten Dam    | Rabobank      | + 1' 19"   |
| 5 | Tejay van Garderen | HTC-Highroad  | + 1' 21"   |

### 4.ª Etapa
- 14 de junio de 2011. Grindelwald-Huttwil, 198,4 km

|   | Ciclista           | Equipo              | Tiempo     |
| - | ------------------ | ------------------- | ---------- |
| 1 | Thor Hushovd       | Garmin-Cervélo      | 4h 46' 05" |
| 2 | Peter Sagan        | Liquigas-Cannondale | m.t.       |
| 3 | Marco Marcato      | Vacansoleil-DCM     | + 2"       |
| 4 | José Joaquín Rojas | Movistar            | m.t.       |
| 5 | Óscar Freire       | Rabobank            | m.t.       |

|   | Ciclista           | Equipo        | Tiempo      |
| - | ------------------ | ------------- | ----------- |
| 1 | Damiano Cunego     | Lampre-ISD    | 12h 29' 23" |
| 2 | Mauricio Soler     | Movistar Team | + 54"       |
| 3 | Bauke Mollema      | Rabobank      | + 1' 16"    |
| 4 | Laurens Ten Dam    | Rabobank      | + 1' 19"    |
| 5 | Tejay van Garderen | HTC-Highroad  | + 1' 21"    |

### 5.ª Etapa
- 15 de junio de 2011. Huttwil-Tobel-Tägerschen, 204,2 km

|   | Ciclista           | Equipo              | Tiempo      |
| - | ------------------ | ------------------- | ----------- |
| 1 | Borut Božič        | Vacansoleil-DCM     | 04h 44' 48" |
| 2 | Óscar Freire       | Rabobank            | m.t.        |
| 3 | Peter Sagan        | Liquigas-Cannondale | m.t.        |
| 4 | Tejay van Garderen | HTC-Highroad        | m.t.        |
| 5 | José Joaquín Rojas | Movistar            | m.t.        |

|   | Ciclista           | Equipo       | Tiempo      |
| - | ------------------ | ------------ | ----------- |
| 1 | Damiano Cunego     | Lampre-ISD   | 17h 14' 11" |
| 2 | Mauricio Soler     | Movistar     | + 54"       |
| 3 | Bauke Mollema      | Rabobank     | + 1' 16"    |
| 4 | Laurens Ten Dam    | Rabobank     | + 1' 19"    |
| 5 | Tejay van Garderen | HTC-Highroad | + 1' 21"    |

### 6.ª Etapa
- 16 de junio de 2011. Tobel-Tägerschen- Triesenberg/Malbun, 157,7 km

Nota: Ver Accidente de Mauricio Soler

|   | Ciclista          | Equipo     | Tiempo     |
| - | ----------------- | ---------- | ---------- |
| 1 | Steven Kruijswijk | Rabobank   | 4h 12' 03" |
| 2 | Levi Leipheimer   | RadioShack | + 9"       |
| 3 | Damiano Cunego    | Lampre-ISD | + 18"      |
| 4 | Bauke Mollema     | Rabobank   | + 21"      |
| 5 | Giampaolo Caruso  | Katusha    | + 21"      |

|   | Ciclista          | Equipo       | Tiempo      |
| - | ----------------- | ------------ | ----------- |
| 1 | Damiano Cunego    | Lampre-ISD   | 21h 26' 28" |
| 2 | Bauke Mollema     | Rabobank     | + 1' 23"    |
| 3 | Steven Kruijswijk | Rabobank     | + 1' 36"    |
| 4 | Fränk Schleck     | Leopard Trek | + 1' 41"    |
| 5 | Levi Leipheimer   | RadioShack   | + 1' 59"    |

### 7.ª Etapa
- 17 de junio de 2011.  Savognin- Wetzikon, 204,1 km

|   | Ciclista             | Equipo          | Tiempo     |
| - | -------------------- | --------------- | ---------- |
| 1 | Thomas De Gendt      | Vacansoleil-DCM | 5h 38' 42" |
| 2 | Andy Schleck         | Leopard Trek    | + 35"      |
| 3 | José Joaquín Rojas   | Movistar        | + 48"      |
| 4 | Christian Vandevelde | Garmin-Cervélo  | + 51"      |
| 5 | Alberto Losada       | Katusha         | + 54"      |

|   | Ciclista          | Equipo       | Tiempo      |
| - | ----------------- | ------------ | ----------- |
| 1 | Damiano Cunego    | Lampre-ISD   | 27h 09' 49" |
| 2 | Bauke Mollema     | Rabobank     | + 1' 23"    |
| 3 | Steven Kruijswijk | Rabobank     | + 1' 36"    |
| 4 | Fränk Schleck     | Leopard Trek | + 1' 41"    |
| 5 | Levi Leipheimer   | RadioShack   | + 1' 59"    |

### 8.ª Etapa
- 18 de junio de 2011. Tübach-Schaffhausen, 167,3 km

|   | Ciclista                  | Equipo              | Tiempo     |
| - | ------------------------- | ------------------- | ---------- |
| 1 | Peter Sagan               | Liquigas-Cannondale | 3h 52' 00" |
| 2 | Matthew Goss              | HTC-Highroad        | m.t.       |
| 3 | Ben Swift                 | Sky                 | m.t.       |
| 4 | Koldo Fernández de Larrea | Euskaltel-Euskadi   | m.t.       |
| 5 | Thor Hushovd              | Garmin-Cervélo      | m.t.       |

|   | Ciclista          | Equipo       | Tiempo      |
| - | ----------------- | ------------ | ----------- |
| 1 | Damiano Cunego    | Lampre-ISD   | 31h 01' 49" |
| 2 | Steven Kruijswijk | Rabobank     | + 1' 36"    |
| 3 | Fränk Schleck     | Leopard Trek | + 1' 41"    |
| 4 | Levi Leipheimer   | RadioShack   | + 1' 59"    |
| 5 | Bauke Mollema     | Rabobank     | + 2' 11"    |

### 9.ª Etapa
- 19 de junio de 2011. Schaffhausen-Schaffhausen, 32,1 km (CRI)

|   | Ciclista          | Equipo         | Tiempo  |
| - | ----------------- | -------------- | ------- |
| 1 | Fabian Cancellara | Leopard Trek   | 41' 01" |
| 2 | Andreas Klöden    | RadioShack     | + 9"    |
| 3 | Levi Leipheimer   | RadioShack     | + 13"   |
| 4 | Nélson Oliveira   | RadioShack     | + 25"   |
| 5 | Tom Danielson     | Garmin-Cervélo | + 38"   |

|   | Ciclista          | Equipo       | Tiempo      |
| - | ----------------- | ------------ | ----------- |
| 1 | Levi Leipheimer   | RadioShack   | 31h 45' 02" |
| 2 | Damiano Cunego    | Lampre-ISD   | + 4"        |
| 3 | Steven Kruijswijk | Rabobank     | + 1' 02"    |
| 4 | Jakob Fuglsang    | Leopard Trek | + 1' 10"    |
| 5 | Bauke Mollema     | Rabobank     | + 2' 05"    |

## Clasificaciones

### Clasificación general
| Posición | Ciclista          | Equipo         | Tiempo      |
| -------- | ----------------- | -------------- | ----------- |
|          | Levi Leipheimer   | RadioShack     | 31h 45' 02" |
| 2        | Damiano Cunego    | Lampre-ISD     | + 4"        |
| 3        | Steven Kruijswijk | Rabobank       | + 1' 02"    |
| 4        | Jakob Fuglsang    | Leopard Trek   | + 1' 10"    |
| 5        | Bauke Mollema     | Rabobank       | + 2' 05"    |
| 6        | Mathias Frank     | BMC Racing     | + 2' 24"    |
| 7        | Fränk Schleck     | Leopard Trek   | + 2' 35"    |
| 8        | Laurens Ten Dam   | Rabobank       | + 3' 11"    |
| 9        | Tom Danielson     | Garmin-Cervélo | + 3' 17"    |
| 10       | Maxime Monfort    | Leopard Trek   | + 4' 12"    |

### Clasificación por puntos
| Posición | Ciclista           | Equipo              | Puntos |
| -------- | ------------------ | ------------------- | ------ |
|          | Peter Sagan        | Liquigas-Cannondale | 86     |
| 2        | José Joaquín Rojas | Movistar            | 50     |
| 3        | Tejay van Garderen | HTC-Highroad        | 44     |
| 4        | Damiano Cunego     | Lampre-ISD          | 39     |
| 5        | Thor Hushovd       | Garmin-Cervélo      | 36     |

### Clasificación de la montaña
| Posición | Ciclista             | Equipo         | Puntos |
| -------- | -------------------- | -------------- | ------ |
|          | Andy Schleck         | Leopard Trek   | 44     |
| 2        | Laurens Ten Dam      | Rabobank       | 35     |
| 3        | Damiano Cunego       | Lampre-ISD     | 30     |
| 4        | Christian Vandevelde | Garmin-Cervélo | 21     |
| 5        | Steven Kruijswijk    | Rabobank       | 20     |

### Clasificación de los sprints
| Posición | Ciclista         | Equipo           | Puntos |
| -------- | ---------------- | ---------------- | ------ |
|          | Lloyd Mondory    | Ag2r-La Mondiale | 27     |
| 2        | Thomas De Gendt  | Vacansoleil-DCM  | 12     |
| 3        | Sylvain Chavanel | QuickStep        | 11     |
| 4        | Luca Paolini     | Katusha          | 10     |
| 5        | Iván Gutiérrez   | Movistar         | 10     |

### Clasificación por equipos
| Posición | Equipo       | Tiempo      |
| -------- | ------------ | ----------- |
|          | Leopard Trek | 95h 14' 32" |
| 2        | Rabobank     | + 6' 56"    |
| 3        | Movistar     | + 23' 32"   |
| 4        | Katusha      | + 29' 59"   |
| 5        | BMC Racing   | + 38' 45"   |

## Evolución de las clasificaciones
| Etapa (Vencedor)                  | Clasificación general | Clasificación por puntos | Clasificación de la montaña | Clasificación de los sprints | Clasificación por equipos |
| --------------------------------- | --------------------- | ------------------------ | --------------------------- | ---------------------------- | ------------------------- |
| Etapa 1 (CRI) (Fabian Cancellara) | Fabian Cancellara     | Fabian Cancellara        | no se entregó               | no se entregó                | Leopard Trek              |
| Etapa 2 (Mauricio Soler)          | Mauricio Soler        | Tejay van Garderen       | Matti Breschel              | Lloyd Mondory                | Rabobank                  |
| Etapa 3 (Peter Sagan)             | Damiano Cunego        | Peter Sagan              | Laurens Ten Dam             | Lloyd Mondory                | Rabobank                  |
| Etapa 4 (Thor Hushovd)            | Damiano Cunego        | Peter Sagan              | Laurens Ten Dam             | Lloyd Mondory                | Rabobank                  |
| Etapa 5 (Borut Božič)             | Damiano Cunego        | Peter Sagan              | Laurens Ten Dam             | Lloyd Mondory                | Rabobank                  |
| Etapa 6 (Steven Kruijswijk)       | Damiano Cunego        | Peter Sagan              | Laurens Ten Dam             | Lloyd Mondory                | Rabobank                  |
| Etapa 7 (Thomas De Gendt)         | Damiano Cunego        | Peter Sagan              | Andy Schleck                | Lloyd Mondory                | Leopard Trek              |
| Etapa 8 (Peter Sagan)             | Damiano Cunego        | Peter Sagan              | Andy Schleck                | Lloyd Mondory                | Leopard Trek              |
| Etapa 9 (CRI) (Fabian Cancellara) | Levi Leipheimer       | Peter Sagan              | Andy Schleck                | Lloyd Mondory                | Leopard Trek              |
| Final                             | Levi Leipheimer       | Peter Sagan              | Andy Schleck                | Lloyd Mondory                | Leopard Trek              |

## Accidente de Mauricio Soler
Mauricio Soler fue puesto en coma artificial tras sufrir una grave caída el jueves 16 de junio de 2011 durante la sexta etapa de la Vuelta a Suiza, que le provocó un "traumatismo craneoencefálico serio", retirándose de la carrera y perdiendo el segundo puesto. Además, sufre de múltiples fracturas y hematomas. En horas posteriores al accidente fue inducido a estado de coma artificial.